# 沃尔夫冈·哈尼施
沃尔夫冈·哈尼施（德語：Wolfgang Hanisch，1951年3月6日—），德国男子田径运动员，主攻标枪。他曾代表东德参加1980年夏季奥林匹克运动会田径比赛，获得男子标枪铜牌。